# Tomasz Wróblewski
Tomasz Wróblewski (Varšava, Poljska, 2. lipnja 1980.) poznatiji pod umjetničkim imenom Orion, poljski je glazbenik ekstremnog metala. Najpoznatiji je kao basist i prateći pjevač black/death metal sastava Behemoth. Od 1997. također je član simfonijskog black metal sastava Vesania u kojem je glavni pjevač i gitarist.

## Životopis
Wróblewski je rođen u Varšavi. Godine 2002. postao je basist doom metal sastava Neolithic i bio je član sastava sve do 2006. kada se sastav raspao. Godine 2003. pridružio se sastavu Behemoth kao sesijski basist. Kada je Mateusz "Havoc" Śmierzchalski napustio sastav, Orion je počeo svirati gitaru. Godine 2004. Behemothu se pridružio sesijski gitarist Patryk "Seth" Sztyber, dok je Orion postao basist i službeni član sastava. Godine 2010. uz članove sastava Neolithic, Orion je osnovao rock sastav Black River. Sastav se raspao nakon objavljena dva albuma i to zbog povlačenja pjevača Macieja Taffa iz glazbene industrije zbog zdravstvenog stanja. 
Oriona podržava ESP/Ltd, Mark Bass i DV Mark.

## Diskografija
Behemoth
- Demigod (2004.)
- Slaves Shall Serve (2005.)
- Demonica (2006.)
- The Apostasy (2007.)
- At the Arena ov Aion – Live Apostasy (2008.)
- Ezkaton (2008.)
- Evangelion (2009.)
- Abyssus Abyssum Invocat (2011.)
- The Satanist (2014.)
- I Loved You at Your Darkest (2018.)
- Opvs Contra Natvram (2022.)

Vesania
- Rehearsal (1998.)
- CD Promo '99 (1999.)
- Wrath ov the Gods / Moonastray (2002.)
- Firefrost Arcanum (2003.)
- God the Lux (2005.)
- Distractive Killusions (2007.)
- Rage of Reason (2008.)
- Deus Ex Machina (2014.)

Black River
- Black River (2008.)
- Black 'n' Roll (2009.)
- Humanoid (2019.)
- Generation aXe (2022.)

Neolithic
- My Beautiful Enemy (2003.)

Kao gostujući glazbenik
- Vader – And Blood Was Shed in Warsaw (2007.)
- Devilish Impressions – Simulacra (2012.)
- Nomad – Tetramorph (2012.)
- Nomad – Transmogrification (Partus) (2020.)